# Zmarli w kwietniu 2009

## Kwiecień 2009
- 30 kwietnia
  - Wołodymyr Anufrijenko, ukraiński piłkarz, trener piłkarski
  - Barbara Bartman-Czecz, polska reżyserka filmów dokumentalnych, scenarzystka[1]
  - Salamo Arouch, izraelski bokser, uczestnik walk organizowanych dla rozrywki hitlerowców w Auschwitz[2]
  - Kazimierz Górski, polski muzykolog, dyrygent, pedagog[3]
- 29 kwietnia
  - Theodore Heck OSB, najstarszy na świecie mnich benedyktyński[4]
  - Zygmunt Zelwan, polski prozaik, członek Stowarzyszenia Pisarzy Polskich
- 28 kwietnia
  - Jekatierina Maksimowa, rosyjska tancerka baletowa[5]
  - Richard Pratt, australijski biznesmen, polskiego pochodzenia[6]
  - Valeria Peter Predescu, rumuńska piosenkarka[7]
  - Eugeniusz Weron, polski duchowny katolicki, pallotyn, prowincjał polskich pallotynów w latach 1959–1965[8]
- 27 kwietnia
  - Miroslav Filip, czeski szachista, arcymistrz
  - Feroz Khan, indyjski aktor[9]
  - Greg Page, amerykański bokser, mistrz świata[10]
- 26 kwietnia
  - Maria Dernałowicz, polska pisarka, członek Stowarzyszenia Pisarzy Polskich
  - Levan Mikeladze, gruziński dyplomata i polityk[11]
- 25 kwietnia
  - Bea Arthur, amerykańska aktorka[12]
  - Krzysztof Nowak-Tyszowiecki, polski reżyser filmów dokumentalnych i fabularnych[13]
  - Piotr Słonimski, polski genetyk, twórca genetyki mitochondrialnej
  - Jadwiga Żylińska, polska pisarka
- 24 kwietnia
  - Franciszek Sobczak, polski szablista, olimpijczyk[14]
- 22 kwietnia
  - Ken Annakin, brytyjski reżyser filmowy[15]
  - Jack Cardiff, brytyjski operator i reżyser filmowy[16]
- 21 kwietnia
  - Tengiz Gudawa, gruziński dziennikarz[17]
  - Jack Jones, brytyjski przywódca związkowy[18]
- 19 kwietnia
  - James Graham Ballard, brytyjski powieściopisarz, nowelista i eseista[19]
  - Marian Rapacki, polski działacz sportowy, trener kajakarstwa[20]
  - Henryk Sobolewski, polski polityk, prezydent Koszalina[21]
  - Eugeniusz Waniek, polski malarz[22]
- 18 kwietnia
  - Corstiaan Bos, holenderski polityk, deputowany krajowy i europejski[23]
  - Yvon Bourges, francuski urzędnik państwowy i polityk, gubernator Górnej Wolty (1956–1958), wysoki komisarz Francuskiej Afryki Równikowej (1958–1960), minister handlu i rzemiosła (1972–1973) oraz obrony (1975–1980)[24]
  - Peter Dennis, brytyjski aktor[25]
  - Ingemar Johansson, szwedzki lekkoatleta, wicemistrz olimpijski w chodzie
  - Bill Orton – amerykański polityk, członek Izby Reprezentantów (1991–1997)[26]
  - Kirił Wyżarow, bułgarski hokeista, reprezentant Bułgarii[27]
- 17 kwietnia
  - Wiktor Paskow, bułgarski pisarz
- 16 kwietnia
  - Abdel Halim Muhammad, sudański polityk i lekarz, członek Komitetu Suwerenności (1964–1965)[28]
  - Åke Lassas, szwedzki hokeista, medalista olimpijski[29]
  - Svein Longva, norweski ekonomista[30]
  - Eduardo Rózsa-Flores, węgierski dziennikarz[31]
- 15 kwietnia
  - Giano Accame, włoski dziennikarz
  - Clement Freud, niemiecki pisarz i polityk[32]
  - William Kozłow, rosyjski pisarz science fiction
  - László Tisza, węgierski fizyk[33]
- 14 kwietnia
  - Stanisław Cejrowski, polski animator, działacz jazzowy[34]
  - Maurice Druon, francuski pisarz, polityk[35]
  - Gerda Gilboe, duńska aktorka[36]
  - Fuyuko Kamisaka, japoński historyk[37]
  - Dmitrij Kriukow, rosyjski twórca stron internetowych
- 13 kwietnia
  - 23 osoby w wyniku pożaru hotelu w Kamieniu Pomorskim[38]
  - Björn Borg, szwedzki pływak, dwukrotny mistrz Europy
  - Stefan Brecht, niemiecki poeta[39]
  - Edward Herman, polski piłkarz[40]
  - Stefan Kryński, polski mikrobiolog, profesor Akademii Medycznej w Gdańsku[41]
  - Jerzy Tur, polski konserwator zabytków, historyk sztuki[42]
- 12 kwietnia
  - Kent Douglas, kanadyjski hokeista, zdobywca Pucharu Stanleya
  - Hans Kleppen, norweski skoczek narciarski
  - Vytautas Mažiulis, litewski językoznawca, specjalista od spraw języka staropruskiego[43]
  - Eve Kosofsky Sedgwick, amerykańska historyczka literatury[44]
- 11 kwietnia
  - René Monory, francuski polityk, minister, przewodniczący Senatu (1992–1998)[45]
  - Simon Channing Williams, brytyjski producent filmowy[46]
- 10 kwietnia
  - Naum Olew, rosyjski liryk
  - Jewgienij Wesnik, rosyjski aktor
  - Tadeusz Tuczapski, polski wojskowy, generał broni WP, generał służby czynnej Wojska Polskiego[47]
  - Józef Zbiróg, polski aktor[48]
- 9 kwietnia
  - Edgar Buchwalder, szwajcarski kolarz szosowy[49]
  - Randy Cain, amerykański wokalista grupy soulowej The Delfonics[50]
  - Kazimierz Orzechowski, historyk państwa i prawa, profesor Uniwersytetu Wrocławskiego[51]
- 8 kwietnia
  - Piotr Morawski, polski himalaista[52]
- 7 kwietnia
  - Dave Arneson, amerykański autor gier fabularnych[53]
  - Jobie Dajka, australijski kolarz torowy, mistrz świata[54]
  - Helena Grabska, żona prof. Macieja Władysława Grabskiego, matka Małgorzaty Kidawy-Błońskiej i Jacka Grabskiego[55]
  - Stanley Jaki, węgierski teolog
- 6 kwietnia
  - Alfredo Marcano, wenezuelski bokser, mistrz świata w wadze junior lekkiej[56]
  - Jerzy Polkowski, polski przedsiębiorca, działacz charytatywny, twórca toruńskiego Zapoleksu[57]
  - Swietłana Ulmasowa, uzbekistańska atletka
  - Andrzej Stelmachowski, polski prawnik, polityk, marszałek Senatu, minister edukacji narodowej[58]
  - Ewa Tusk, matka urzędującego Prezesa Rady Ministrów Donalda Tuska[59]
- 5 kwietnia
  - Wojciech Alaborski, polski aktor[60]
  - Leszek Bugaj, polski polityk (poseł i samorządowiec)[61]
  - Neil MacCormick, brytyjski i szkocki prawnik, profesor, eurodeputowany V kadencji[62]
  - Kazimierz Piwowarczyk, polski ekonomista i działacz partyjny, wicewojewoda tarnowski (1981–1982)[63]
  - Jan Thomas, polski hokeista[64]
- 4 kwietnia
  - Maxine Cooper Gomberg, amerykańska aktorka[65]
  - Janusz Jędrzejewski, polski muzyk, kompozytor, pedagog, wykładowca w Zespole Państwowych Szkół Muzycznych w Elblągu[66]
- 3 kwietnia
  - Lubomir Baran, polski naukowiec, dyrektor Instytutu Geodezji i Fotogrametrii, członek rzeczywisty Polskiej Akademii Nauk[67]
  - Aleksiej Parszczikow, rosyjski poeta[68]
  - Jerome Waldie, amerykański polityk, członek Izby Reprezentantów w latach 1966–1975[69]
  - Bogusław Zięba, polski prawnik, dziennikarz, biznesmen[70]
- 2 kwietnia
  - Guttorm Hansen, norweski polityk
  - Bud Shank, amerykański saksofonista, jazzman[71]
  - Rudy Ventura, hiszpański wokalista, trębacz[72]
  - Raisa Żuk-Hryszkiewicz, białoruska działaczka niepodległościowa, żona Wincenta Hryszkiewicza[73]
- 1 kwietnia
  - Marga Barbu, rumuńska aktorka[74]
  - Umberto Betti, włoski duchowny katolicki, franciszkanin, rektor papieskich uczelni w Rzymie, kardynał[75]
  - Waldemar Chorobik, polski samorządowiec, starosta myślenicki (2006–2009)[76]
  - Duane Jarvis, amerykański gitarzysta, autor tekstów piosenek[77]
  - Biłar Kabałojew – radziecki działacz partyjny narodowości osetyjskiej, deputowany, I sekretarz Północnoosetyjskiego KO KPZR (1961–1982)[78]
  - Marcos Moshinsky, meksykański fizyk
  - Natalia Trauberg, rosyjska tłumaczka